# Lista de vitórias da Espanha na Fórmula 1
Relacionamos a seguir as trinta e seis vitórias obtidas pela Espanha no mundial de Fórmula 1 até o campeonato de 2025.

## Resumo

### Cinquenta anos de espera
Em termos de velocidade a chegada do Século XXI foi benéfica para a Espanha quando, no Grande Prêmio da Austrália de 2001, Fernando Alonso alinhou sua Minardi e disputou a prova meio século após Juan Jover e Paco Godia serem os primeiros espanhóis a participarem de uma prova de Fórmula 1 na Espanha em 1951 no Circuito de Pedralbes em Barcelona cabendo a Alfonso de Portago a tarefa de ser o primeiro espanhol a marcar pontos ao levar a Ferrari de Peter Collins ao segundo lugar no Reino Unido em 1956 dividindo com o inglês os seis pontos conquistados de acordo com o regulamento vigente. As participações da Espanha foram esparsas após esse dia e os resultados refletiam tal situação sendo que o próprio Fernando Alonso foi "rebaixado" a piloto de testes da Renault antes de ser promovido a titular da equipe em 2003 e nela conquistou a pole position para a corrida da Malásia onde foi o terceiro e venceu na Hungria como o mais jovem piloto a atingir tais marcas até então.
Sob a direção de Flavio Briatore, o espanhol foi campeão mundial em 2005 e 2006, anos em que a Renault também foi campeã de construtores.

### Desempenho em casa
Fernando Alonso venceu o Grande Prêmio da Espanha em Barcelona em 2006 e 2013  e o Grande Prêmio da Europa de 2012 em Valência.

## Vitórias espanholas por ano
- Ano de 2003

| Grande Prêmio | Circuito    | Data da corrida | Vencedor        | Carro   | Motor   | Referências |
| ------------- | ----------- | --------------- | --------------- | ------- | ------- | ----------- |
| Hungria       | Hungaroring | 24 de agosto    | Fernando Alonso | Renault | Renault | [ 5 ]       |

- Ano de 2005

| Grande Prêmio | Circuito    | Data da corrida | Vencedor        | Carro   | Motor   | Referências |
| ------------- | ----------- | --------------- | --------------- | ------- | ------- | ----------- |
| Malásia       | Sepang      | 20 de março     | Fernando Alonso | Renault | Renault | [ 6 ]       |
| Barein        | Sakhir      | 3 de abril      | Fernando Alonso | Renault | Renault | [ 7 ]       |
| San Marino    | Imola       | 24 de abril     | Fernando Alonso | Renault | Renault | [ 8 ]       |
| Europa        | Nürburgring | 29 de maio      | Fernando Alonso | Renault | Renault | [ 9 ]       |
| França        | Magny-Cours | 3 de julho      | Fernando Alonso | Renault | Renault | [ 10 ]      |
| Alemanha      | Hockenheim  | 24 de julho     | Fernando Alonso | Renault | Renault | [ 11 ]      |
| China         | Xangai      | 16 de outubro   | Fernando Alonso | Renault | Renault | [ 12 ]      |

- Ano de 2006

| Grande Prêmio | Circuito    | Data da corrida | Vencedor        | Carro   | Motor   | Referências   |
| ------------- | ----------- | --------------- | --------------- | ------- | ------- | ------------- |
| Barein        | Sakhir      | 12 de março     | Fernando Alonso | Renault | Renault | [ 13 ]        |
| Austrália     | Melbourne   | 2 de abril      | Fernando Alonso | Renault | Renault | [ 14 ]        |
| Espanha       | Barcelona   | 14 de maio      | Fernando Alonso | Renault | Renault | [ 15 ]        |
| Mônaco        | Montecarlo  | 28 de maio      | Fernando Alonso | Renault | Renault | [ 16 ] [ 17 ] |
| Reino Unido   | Silverstone | 11 de junho     | Fernando Alonso | Renault | Renault | [ 18 ]        |
| Canadá        | Montreal    | 25 de junho     | Fernando Alonso | Renault | Renault | [ 19 ]        |
| Japão         | Suzuka      | 8 de outubro    | Fernando Alonso | Renault | Renault | [ 20 ]        |

- Ano de 2007

| Grande Prêmio | Circuito    | Data da corrida | Vencedor        | Carro   | Motor    | Referências |
| ------------- | ----------- | --------------- | --------------- | ------- | -------- | ----------- |
| Malásia       | Sepang      | 8 de abril      | Fernando Alonso | McLaren | Mercedes | [ 21 ]      |
| Mônaco        | Montecarlo  | 27 de maio      | Fernando Alonso | McLaren | Mercedes | [ 22 ]      |
| Europa        | Nürburgring | 22 de julho     | Fernando Alonso | McLaren | Mercedes | [ 23 ]      |
| Itália        | Monza       | 9 de setembro   | Fernando Alonso | McLaren | Mercedes | [ 24 ]      |

- Ano de 2008

| Grande Prêmio | Circuito   | Data da corrida | Vencedor        | Carro   | Motor   | Referências          |
| ------------- | ---------- | --------------- | --------------- | ------- | ------- | -------------------- |
| Singapura     | Marina Bay | 28 de setembro  | Fernando Alonso | Renault | Renault | [ 25 ] [ 26 ] [ 27 ] |
| Japão         | Monte Fuji | 12 de outubro   | Fernando Alonso | Renault | Renault | [ 28 ]               |

- Ano de 2010

| Grande Prêmio | Circuito   | Data da corrida | Vencedor        | Carro   | Motor   | Referências |
| ------------- | ---------- | --------------- | --------------- | ------- | ------- | ----------- |
| Barein        | Sakhir     | 14 de março     | Fernando Alonso | Ferrari | Ferrari | [ 29 ]      |
| Alemanha      | Hockenheim | 25 de julho     | Fernando Alonso | Ferrari | Ferrari | [ 30 ]      |
| Itália        | Monza      | 12 de setembro  | Fernando Alonso | Ferrari | Ferrari | [ 31 ]      |
| Singapura     | Marina Bay | 26 de setembro  | Fernando Alonso | Ferrari | Ferrari | [ 32 ]      |
| Coreia do Sul | Yeongam    | 24 de outubro   | Fernando Alonso | Ferrari | Ferrari | [ 33 ]      |

- Ano de 2011

| Grande Prêmio | Circuito    | Data da corrida | Vencedor        | Carro   | Motor   | Referências |
| ------------- | ----------- | --------------- | --------------- | ------- | ------- | ----------- |
| Reino Unido   | Silverstone | 10 de julho     | Fernando Alonso | Ferrari | Ferrari | [ 34 ]      |

- Ano de 2012

| Grande Prêmio | Circuito   | Data da corrida | Vencedor        | Carro   | Motor   | Referências |
| ------------- | ---------- | --------------- | --------------- | ------- | ------- | ----------- |
| Malásia       | Sepang     | 25 de abril     | Fernando Alonso | Ferrari | Ferrari | [ 35 ]      |
| Europa        | Valência   | 24 de junho     | Fernando Alonso | Ferrari | Ferrari | [ 36 ]      |
| Alemanha      | Hockenheim | 22 de julho     | Fernando Alonso | Ferrari | Ferrari | [ 37 ]      |

- Ano de 2013

| Grande Prêmio | Circuito  | Data da corrida | Vencedor        | Carro   | Motor   | Referências |
| ------------- | --------- | --------------- | --------------- | ------- | ------- | ----------- |
| China         | Xangai    | 14 de abril     | Fernando Alonso | Ferrari | Ferrari | [ 38 ]      |
| Espanha       | Barcelona | 12 de maio      | Fernando Alonso | Ferrari | Ferrari | [ 39 ]      |

- Ano de 2022

| Grande Prêmio | Circuito    | Data da corrida | Vencedor         | Carro   | Motor   | Referências |
| ------------- | ----------- | --------------- | ---------------- | ------- | ------- | ----------- |
| Reino Unido   | Silverstone | 3 de julho      | Carlos Sainz Jr. | Ferrari | Ferrari | [ 40 ]      |

- Ano de 2023

| Grande Prêmio | Circuito   | Data da corrida | Vencedor         | Carro   | Motor   | Referências |
| ------------- | ---------- | --------------- | ---------------- | ------- | ------- | ----------- |
| Singapura     | Marina Bay | 17 de setembro  | Carlos Sainz Jr. | Ferrari | Ferrari | [ 41 ]      |

- Ano de 2024

| Grande Prêmio    | Circuito         | Data da corrida | Vencedor         | Carro   | Motor   | Referências |
| ---------------- | ---------------- | --------------- | ---------------- | ------- | ------- | ----------- |
| Austrália        | Melbourne        | 24 de março     | Carlos Sainz Jr. | Ferrari | Ferrari | [ 42 ]      |
| Cidade do México | Cidade do México | 27 de outubro   | Carlos Sainz Jr. | Ferrari | Ferrari | [ 43 ]      |

## Vitórias por piloto
- Alonso: 32
- Sainz Jr.ː 04

## Vitórias por equipe
- Renault: 17
- Ferrari: 15
- McLaren: 4